# Hochhaus Lister Tor
Das Hochhaus Lister Tor, auch Bredero-Hochhaus genannt, ist mit 91 Metern Höhe das zweithöchste Hochhaus in Hannover. Es befindet sich im Stadtteil Oststadt nahe dem Hauptbahnhof. Das Hochhaus gilt als beispielhaft für den Baustil des sogenannten Brutalismus, dessen Name sich von dem französischen Wort für Sichtbeton (Béton brut) ableitet.

## Beschreibung
Das Hochhaus liegt an der Ecke der Hamburger Allee mit der Raschplatzhochstraße und Lister Meile. Gegenüber steht der VW-Tower. Der Bau ist mit seinen 23 Stockwerken einen Meter niedriger als das 20 Stockwerke hohe Gebäude, in dem die Hauptverwaltung der Stadtwerke im Ihmezentrum untergebracht war. Das Hochhaus wird nach seinem Bauunternehmen, dem niederländischen Baukonzern Bredero, auch als Bredero-Hochhaus bezeichnet. Die Firma erstellte in den 1970er Jahren in Utrecht als der zeitweiligen Partnerstadt Hannovers (1971–1976) Vorbild gebende Großbauten.
Das Hochhaus wurde durch Dieter Bahlo vom Architektenbüro BKSP 1972 geplant und in den Jahren 1974 und 1975 erbaut. Es war Teil eines Großprojektes von mehreren Hochhäusern, die am Raschplatz und der Lister Meile entstehen sollten. Tatsächlich blieb es bei diesem einen großen Gebäude. Es bietet auf 22.200 m² Platz für Büroräume, Ladengeschäfte, Kneipen und Diskotheken. Im 17. bis 23. Stockwerk befinden sich Wohnungen. Es besitzt ein öffentliches Parkhaus und wird auch als große Werbefläche verschiedener Firmen genutzt. Außerdem befinden sich zwei Relaisstationen des Amateurfunks auf dem Hochhaus.

## Nutzungsprobleme
Bereits kurz nach Fertigstellung gab es 1977 Kritik an der städtebaulichen Sinnhaftigkeit und dem Nutzungskonzept. 2006 übernahm das niederländische Unternehmen Maxime Invest das Gebäude. Seither gibt es Probleme bei der Finanzierung und Gebäudenutzung, sodass 14 Geschäftsetagen leer stehen und eine Investitionsruine darstellen.
Nach kontroverser Diskussion sollten 2008 verschiedene niedersächsische Gerichte als Mieter in das Hochhaus einziehen, was am Widerstand der Beschäftigten scheiterte. Auch gab es Überlegungen der Oberfinanzdirektion Niedersachsen, mehrere Landesbehörden, wie die Landesschulbehörde und Teile des Landessozialamtes, im Bredero-Hochhaus unterzubringen. 2011 plante die Stadt Hannover, im Bredero-Hochhaus künftig das Bürgeramt Mitte und die Kfz-Zulassungsstelle zusammenzulegen was 2012 an den Verhandlungen mit dem Eigentümer scheiterte.

## Umbaupläne

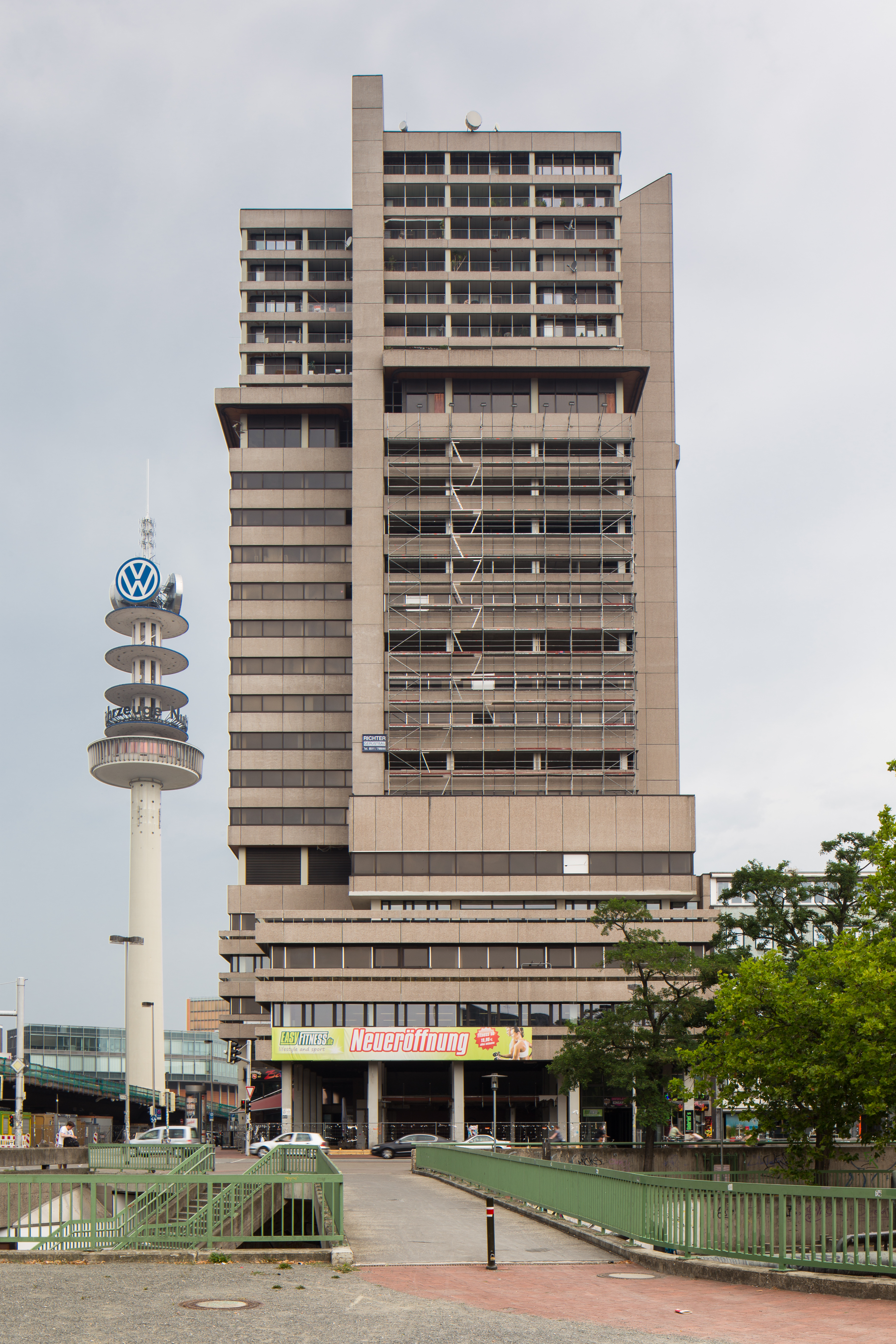
Ostfassade mit eingerüsteten Büro-Etagen und zum Teil entkerntem Erdgeschoss, 2015

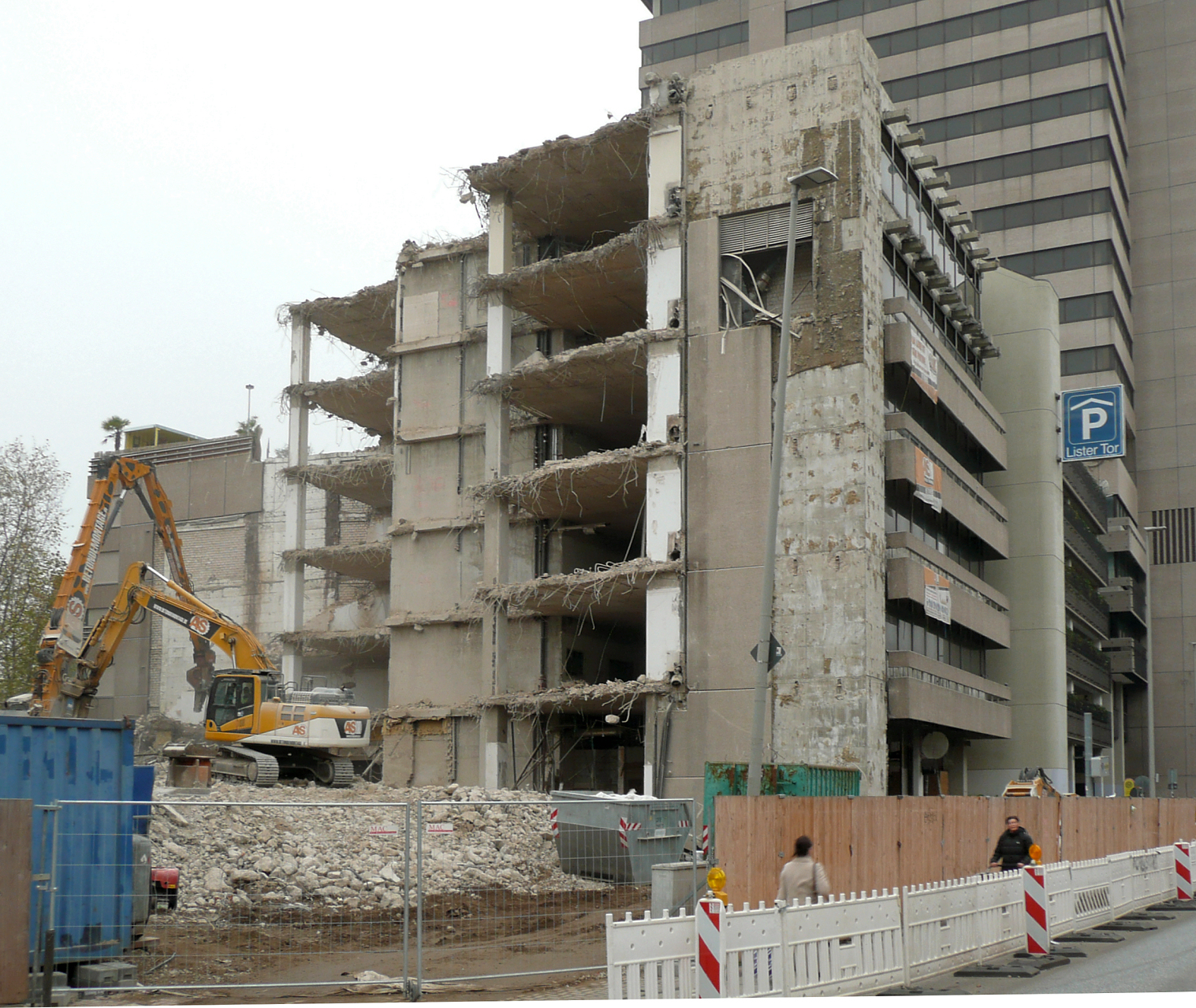
Abriss des dreiecksförmigen Anbaus auf der westlichen Seite, 2022

Im Laufe der Zeit ging die Vermietung der mittleren Büroetagen zurück. 2015 wurde bekannt, dass das Hochhaus baulich verändert werden sollte. Geplant war, Büro-Etagen in Wohnraum umzuwandeln und die Fassade neu zu gestalten. Im mittleren Teil des Hauses sollten 11.000 m² in den Etagen 7 bis 17 als Wohnfläche umgenutzt werden. 2018 lag noch keine Baugenehmigung vor. Trotzdem bekundete ein hannoverscher Investor sein Kaufinteresse, um die Sanierung und Umnutzung durchzuführen. Stillstand beim Umbau entstand, weil der neue Eigentümer die bestehende Fassade erhalten wollte. Nach Entscheid des Oberverwaltungsgerichts von 2020 hätte der Umbau beginnen können und nachdem er nicht gestartet war, erklärte die Stadt Hannover 2024, dass der Umbau gescheitert sei. Sie will die Baupläne für ungültig erklären. Anschließend kündigte das Unternehmen Maxime Invest an, die mittleren Etagen wieder in Gewerberäume statt in Wohnraum umzuwandeln.
2022 wurde auf der Westseite ein mehrstöckiger dreiecksförmiger Anbau abgerissen, um an der Stelle einen Hotelneubau zu errichten.

## Trivia
Das Hochhaus Lister Tor war ein Drehort des hannoverschen Tatort. Dort befand sich der fiktive Dienstsitz des  Landeskriminalamtes Niedersachsen und damit der von Kommissarin Lindholm. Mittlerweile spielen die Szenen im Verwaltungsgebäude der Nord/LB am Aegidientorplatz.
Der seit 1976 in Hannover ansässige und 1992 verstorbene Bluespianist Champion Jack Dupree wohnte in seinen letzten Lebensjahren im Hochhaus Lister Tor.